# Careless World: Rise of the Last King
Albums de Tyga
No Introduction
(2008) Hotel California
(2013)
Singles
1. Far Away
Sortie : 17 mai 2011
2. Still Got It
Sortie : 4 octobre 2011
3. Rack City
Sortie : 2 décembre 2011
4. Faded
Sortie : 13 janvier 2012
5. Make It Nasty

Careless World: Rise of the Last King est le deuxième album studio de Tyga, sorti le 21 février 2012.
Plusieurs rappeurs apparaissent sur l'opus dont Lil Wayne, Nicki Minaj, J. Cole, Birdman, Drake ou encore Big Sean.
L'album, qui s'est classé 1er au Top R&B/Hip-Hop Albums et au Top Rap Albums, 3e au Top Digital Albums et 4e au Billboard 200, a reçu globalement un bon accueil de la critique. Il s'est vendu à 60 000 exemplaires la première semaine.

## Singles
Le premier single, Far Away, s'est classé à la 86e place du Billboard Hot 100.
Le second, Still Got It, ne figure pas sur la liste des titres de l'album mais apparaît dans les titres bonus de l'édition iTunes.
Le troisième, Rack City, est également présent sur la mixtape du rappeur, Well Done 2. Tyga l'a rajoutée sur Careless World: Rise of the Last King en raison du succès que la chanson a immédiatement rencontré à sa sortie. Le titre a atteint la 7e place du Billboard Hot 100 et a été certifié double disque de platine le 28 juin 2012 par la RIAA.
Le quatrième, Faded, s'est classé 7e au Hot Rap Tracks et 33e au Billboard Hot 100.

## Liste des titres
| No  | Titre                                                                                  | Contient un (des) sample(s) de                                                                                         | Durée |
| --- | -------------------------------------------------------------------------------------- | --- | ----- |
| 1.  | Careless World (Produit par Jess Jackson)                                              | I've Been to the Mountain Top de Martin Luther King Mado Kara Mieru de Christopher Tin Thru the Vibe (94) du Omni Trio | 4:25  |
| 2.  | Lil Homie (featuring Pharrell – Produit par Pharrell)                                  | | 3:54  |
| 3.  | Muthafucka Up (featuring Nicki Minaj – Produit par Jess Jackson)                       | Samples & Scratches de Norman Cook Doin It de LL Cool J featuring Leshaun                                              | 3:53  |
| 4.  | Echoes (Skit) (Produit par Arthur McArthur)                                            | | 0:54  |
| 5.  | Do It All (Produit par Jess Jackson)                                                   | | 4:54  |
| 6.  | I'm Gone (featuring Big Sean – Produit par Boi-1da)                                    | President Carter de Lil Wayne                                                                                          | 4:54  |
| 7.  | For the Fame (featuring Chris Brown et Wynter Gordon – Produit par Jess Jackson)       | | 3:52  |
| 8.  | Birdman (Skit) (featuring Birdman – Produit par Arthur McArthur)                       | | 0:50  |
| 9.  | Potty Mouth (featuring Busta Rhymes – Produit par Key Wane et Jess Jackson)            | | 4:43  |
| 10. | Faded (featuring Lil Wayne – Produit par Donte « Dnyce » Blacksher et Cisse Methods)   | | 3:31  |
| 11. | Rack City (Produit par DJ Mustard)                                                     | | 3:28  |
| 12. | Black Crowns (featuring Cameron Forbes – Produit par David D.A. Doman et Jess Jackson) | | 5:25  |
| 13. | Celebration (featuring T-Pain – Produit par Calvo Da Gr8)                              | | 3:01  |
| 14. | Far Away (featuring Chris Richardson – Produit par Jess Jackson)                       | | 3:27  |
| 15. | Mystic AKA Mado Kara Mieru (Skit) (Produit par Arthur McArthur)                        | Mado Kara Mieru de Christopher Tin                                                                                     | 0:23  |
| 16. | This Is Like (featuring Robin Thicke – Produit par David D.A. Doman)                   | | 4:17  |
| 17. | King & Queens (featuring Wale et Nas – Produit par Arthur McArthur)                    | | 4:08  |
| 18. | Let It Show (featuring J. Cole – Produit par Cool & Dre)                               | Let's Make a Baby de Billy Paul                                                                                        | 3:59  |
| 19. | Love Game (Produit par Jess Jackson)                                                   | | 7:34  |
| 20. | Lay You Down (featuring Lil Wayne – Produit par David D.A. Doman)                      | Hail Mary de 2Pac featuring Kastro, Prince Ital Joe et Young Noble                                                     | 4:04  |
| 21. | Light Dreams (featuring Marsha Ambrosius – Produit par Jess Jackson)                   | | 3:48  |

| 22. | Still Got It (featuring Drake – Produit par Noah « 40 » Shebib et Supa Dups) | 3:44 |
| 23. | Make It Nasty (Produit par C.P Dubb)                                         | 3:08 |